# EDVAC
 (енгл. Electronic Discrete Variable Automatic Computer) је један од најранијих електронских рачунара. За разлику од свог претходника, који је познат као ENIAC, заснивао се на бинарном а не на декадном систему био је машина са ускладиштеним програмом и прва која је имала магнетне дискове.

### Порекло пројекта и планови
Нацрт за EDVAC је развијен пре него што је ENIAC постао употребљив. Требало је да реши неке проблеме који су се појавили у току изградње рачунара ENIAC. Ова машина је требало да има само десетину компонената од којих је био састављен ENIAC, а да има сто пута већу меморију. Као и ENIAC, и EDVAC је изграђен на Пенсилванијском универзитету у лабораторији за балистичка израчунавања за потребе војске САД. Развили су га Џон Екерт и Џон Мочли којима се придружио Џон фон Нојман и тај нацрт је базиран на извештају који је фон Нојман објавио 1945.
Уговор за изградњу новог рачунара је потписан априла 1946. са почетним буџетом од 100.000 долара и по том уговору уређај је назван Electronic Discrete Variable Automatic Computer. Главна брига у конструкцији је била успостављање равнотеже између поузданости и економичности. Коначан трошак је испао на крају ипак сличан рачунару ENIAC, односно нешто мање од 500.000 долара; пет пута више од првобитне процене.

### Технички опис
Рачунар је изграђен тако да има бинарну аритметику, са аутоматским сабирањем, одузимањем, множењем, дељењем и аутоматском провером са капацитетом меморије од 1.000 речи од 44 бита (касније је утврђена на 1.024 речи, према томе, дата му је меморија, у модерном изразу, од 5,5 килобајта).
Физички, рачунар је изграђен од следећих компонената:
- магнетне траке за улаз и излаз
- контролне јединице са осцилоскопом
- јединице за примање инструкција контролне јединице и меморије и усмеравање до других јединица
- рачунарске јединица за извођење аритметичких операција са паром бројева у исто време и слање резултата до меморије након провере на идентичној јединици
- бројача
- двојне меморијске јединице која је садржала два сета акустичних линија за кашњење са капацитетом од осам речи у свакој линији
- три привремена резервоара од којих сваки садржи по једну реч

За сабирање је било потребно 864 микросекунде а за множење 2900 микросекунде.
Рачунар је имао скоро 6.000 вакуумских цеви и 12.000 диоде, и трошио је 56 kW струје. Заузимао је 45,5 m² и тежио 7.850 kg. Потпуна посада оперативног особља износила је тридесет људи за сваку шесточасовну смену.

### Инсталација и операција
је испоручен Лабораторији за балистичка истраживања у августу 1949. После великог броја проблема који су били откривени и решени, рачунар је отпочео са радом 1951. али само у ограниченом обиму. Његово довршење је одложено због спора око права на патент између Екерта и Мочлија и Пенсилванијског универзитета. Ово је довело до тога да Екерт и Мочли оснују Екерт-Мочли Компјутерску Корпорацију (енгл. The Eckert-Mauchly Computer Corporation) и поведу са собом већину инжињера.
До 1960. EDVAC је радио преко 20 сати дневно. Добио је знатан број побољшања укључујући бушену картицу 1953. и додатну меморију у форми споријег магнетног добоша 1954. 
EDVAC је радио све до 1961. када га је заменио BRLESC. За време свог радног века показао је да је поуздан и за своје време продуктиван.